# Uliocnemis unidentata
Uliocnemis unidentata är en fjärilsart som beskrevs av Louis Beethoven Prout 1916. Uliocnemis unidentata ingår i släktet Uliocnemis och familjen mätare. Inga underarter finns listade i Catalogue of Life.